# Mame Baba Thiam
Mame Baba Thiam (Nguidile, 9 oktober 1992) is een Senegalees voetballer die als aanvaller speelt.

## Statistieken
| Seizoen         | Club            | Competitie         | Competitie | Competitie | Beker | Beker | Internationaal | Internationaal | Totaal | Totaal |
| Seizoen         | Club            | Competitie         | Wed.       | Dlp.       | Wed.  | Dlp.  | Wed.           | Dlp.           | Wed.   | Dlp.   |
| --------------- | --------------- | ------------------ | ---------- | ---------- | ----- | ----- | -------------- | -------------- | ------ | ------ |
| 2011/12         | → US Avellino   | Lega Pro           | 26         | 4          | 0     | 0     | —              | —              | 26     | 4      |
| 2012/13         | → FC Südtirol   | Lega Pro           | 29         | 6          | 1     | 0     | —              | —              | 30     | 6      |
| 2013/14         | SS Lanciano     | Serie B            | 22         | 3          | 1     | 0     | —              | —              | 23     | 3      |
| 2014/15         | SS Lanciano     | Serie B            | 34         | 8          | 2     | 1     | —              | —              | 36     | 9      |
| 2015/16         | → Zulte Waregem | Jupiler Pro League | 28         | 9          | 0     | 0     | —              | —              | 28     | 9      |
| 2016/17         | → Empoli        | Serie A            | 15         | 1          | 0     | 0     | —              | —              | 15     | 1      |
| 2016/17         | → PAOK          | Super League       | 1          | 0          | 2     | 0     | 5              | 0              | 8      | 0      |
| 2017/18         | Esteghlal       | Pro League         | 6          | 4          | 1     | 1     | 6              | 7              | 13     | 12     |
| 2018/19         | Ajman Club      | UAE Pro League     | 26         | 13         | 1     | 0     | —              | —              | 26     | 13     |
| 2019/20         | Kasımpaşa       | Süper Lig          | 25         | 11         | 3     | 1     | —              | —              | 28     | 12     |
| 2020/21         | Fenerbahçe      | Süper Lig          | 30         | 6          | 4     | 2     | —              | —              | 34     | 8      |
| 2021/22         | Kayserispor     | Süper Lig          | 24         | 11         | 3     | 1     | —              | —              | 27     | 12     |
| 2022/23         | Kayserispor     | Süper Lig          | 27         | 8          | 3     | 0     | —              | —              | 30     | 8      |
| 2023/24         | Kayserispor     | Süper Lig          | 19         | 11         | 0     | 0     | —              | —              | 19     | 11     |
| 2023/24         | Pendikspor      | Süper Lig          | 17         | 6          | 1     | 0     | —              | —              | 17     | 6      |
| Carrière totaal | Carrière totaal | Carrière totaal    | 329        | 101        | 22    | 6     | 11             | 7              | 360    | 114    |